# AFK Union Žižkov (lední hokej)
AFK Union Žižkov (celým názvem: Atletický fotbalový klub Union Žižkov) byl československý klub ledního hokeje, který sídlil v pražském Žižkově. V roce 1924 se klub zúčastnil Mistrovství ČSR, konané pod záštitou Kanceláře prezidenta republiky. Klub skončil společně s béčkem pražské Slavie na třetím místě.

## Přehled ligové účasti
Stručný přehled
Zdroj: 
- 1909: Mistrovství zemí Koruny české (1. ligová úroveň v Čechách)
- 1911: Mistrovství zemí Koruny české (1. ligová úroveň v Čechách)
- 1924: Mistrovství ČSR (1. ligová úroveň v Československu)

Jednotlivé ročníky
Zdroj: 
Legenda: ZČ - základní část, červené podbarvení - sestup, zelené podbarvení - postup, fialové podbarvení - reorganizace, změna skupiny či soutěže
| Čechy (1909 – 1918)          |                               |           |         |                                       |          |
| Sezóny                       | Soutěž                        | Úroveň    | ZČ      | Play-off, nadstavba, sk. o udržení... | Poznámky |
| 1909                         | Mistrovství zemí Koruny české | 1. úroveň | nehráno | 1. kolo                               |          |
| ...                          |                               |           |         |                                       |          |
| 1911                         | Mistrovství zemí Koruny české | 1. úroveň | nehráno | 2. kolo                               |          |
| ...                          |                               |           |         |                                       |          |
| Československo (1918 – 1924) |                               |           |         |                                       |          |
| Sezóny                       | Soutěž                        | Úroveň    | ZČ      | Play-off, nadstavba, sk. o udržení... | Poznámky |
| ...                          |                               |           |         |                                       |          |
| 1924                         | Mistrovství ČSR               | 1. úroveň | nehráno | Semifinále                            |          |